# Scotty Lago
Scotty Lago (ur. 12 listopada 1987 w Seabrook) – amerykański snowboardzista, brązowy medalista olimpijski.

## Kariera
Po raz pierwszy na arenie międzynarodowej pojawił się 13 grudnia 2001 roku w Mammoth Mountain, gdzie w zawodach FIS Race zajął 54. miejsce w halfpipe'ie. W 2003 roku wystartował na mistrzostwach świata juniorów w Prato Nevoso, gdzie zajął 45. miejsce w tej samej konkurencji.
W zawodach Pucharu Świata zadebiutował 14 lutego 2003 roku w Turynie, zajmując 58. miejsce w Big Air. Pierwsze pucharowe punkty wywalczył 5 marca 2005 roku w Lake Placid, zajmując 24. miejsce w halfpipe’ie. Na podium zawodów tego cyklu po raz pierwszy stanął 23 listopada 2006 roku w Saas-Fee, wygrywając rywalizację w tej konkurencji. W zawodach tych wyprzedził Markusa Malina z Finlandii i Japończyka Daisuke Murakamiego. W kolejnych startach jeszcze dwa razy stawał na podium zawodów PŚ: 1 lutego 2013 roku w Park City był drugi, a 14 lutego 2013 roku trzeci w halfpipe’ie. Najlepsze wyniki osiągnął w sezonie 2012/2013, kiedy to zajął drugie miejsce w klasyfikacji generalnej AFU, a w klasyfikacji halfpipe’a zdobył Małą Kryształową Kulę.
Największy sukces w karierze osiągnął w 2010 roku, kiedy na igrzyskach olimpijskich w Vancouver w 2010 roku, zdobył brązowy medal w halfpipe’ie. Wyprzedzili go tam tylko jego rodak, Shaun White i Peetu Piiroinen z Finlandii. Był to jego jedyny start olimpijski. Zajął też między innymi dziewiąte miejsce w big air podczas mistrzostw świata w Arosie w 2007 roku. Czterokrotnie zdobywał medale Winter X-Games, w tym złoty w konkurencji Best Method w 2011 roku.

## Osiągnięcia

### Igrzyska olimpijskie
| Miejsce | Dzień     | Rok  | Miejscowość | Konkurencja | Zwycięzca   |
| ------- | --------- | ---- | ----------- | ----------- | ----------- |
| 3.      | 17 lutego | 2010 | Whistler    | Halfpipe    | Shaun White |

### Mistrzostwa świata
| Miejsce | Dzień       | Rok  | Miejscowość | Konkurencja | Zwycięzca      |
| ------- | ----------- | ---- | ----------- | ----------- | -------------- |
| 9.      | 19 stycznia | 2007 | Arosa       | Big Air     | Mathieu Crepel |
| 12.     | 20 stycznia | 2007 | Arosa       | Halfpipe    | Mathieu Crepel |

### Puchar Świata

#### Miejsca w klasyfikacji generalnej
- sezon 2002/2003: –
- sezon 2004/2005: –
- sezon 2005/2006: 200.
- sezon 2006/2007: 67.
- sezon 2008/2009: 161.
- sezon 2009/2010: 199.
  - AFU[2]
- sezon 2012/2013: 2.
- sezon 2013/2014: 71.

#### Miejsca na podium w zawodach
1. Saas-Fee – 23 listopada 2006 (halfpipe) – 1. miejsce
2. Park City – 1 lutego 2013 (halfpipe) – 2. miejsce
3. Soczi – 14 lutego 2013 (halfpipe) – 3. miejsce